# Gerres equulus
Gerres equulus is een straalvinnige vissensoort uit de familie van mojarra's (Gerreidae). De wetenschappelijke naam van de soort is voor het eerst geldig gepubliceerd in 1844 door Temminck & Schlegel.